# 로마 공화국
로마 공화국(라틴어: Res Publica Romana 레스 푸블리카 로마나[*])은 고대 로마 시대에서 기원전 510년경 왕정을 폐지하고 이후 450여 년간 로마 정치를 이끌었던 공화정 정체(政體)와 그 정부를 일컫는다. 로마 공화국은 권력의 분리와 견제와 균형 원칙에 중점을 둔 복합적인 정치 체제였다. 오랜 세월 파트리키와 그 밖에 명문가 출신이 아닌 플레브스가 정치 투쟁을 벌이면서 공화국은 발전했다. 공화정 초기에 로마는 왕정 시대에 기원을 둔 귀족들이 통치했다. 시간이 지나면서 귀족이 정부를 장악할 수 있게끔 한 법이 철폐되었으며, 그 결과 신귀족이 출현했다.
공화정이 출범하고 처음 2세기 동안 로마는 이탈리아 중부에서 지중해 세계 전체로 영토를 넓혔다. 기원전 3세기에 로마는 북아프리카, 이베리아반도, 그리스, 갈리아 남부까지 정복했다. 이후 2세기 동안 로마는 오리엔트의 상당한 지역과 갈리아까지 지배하게 된다. 이 시점에서 공화정 체제는 제국주의로 변질된다.
로마 공화국이 로마 제국으로 이행되는 정확한 시점은 학자들에 따라 해석이 달라진다. 역사가들은 율리우스 카이사르가 종신 독재관에 오른 기원전 44년, 마르쿠스 안토니우스가 악티움 해전에서 패배한 기원전 31년, 로마 원로원이 아우구스투스에게 특별한 권력을 부여한 기원전 27년 등을 로마 공화국이 종식된 시점으로 제시한다.
로마가 이룬 수많은 법률 및 입법 제도는 유럽을 비롯한 세계 전역의 근대 국민 국가와 국제 기구에 그 자취를 남겼다. 또 로마의 라틴어는 유럽 여러 지역의 문법과 어휘에 영향을 끼쳤다.

## 정치
로마 공화국은 그리스의 폴리비오스 등 고대부터 근대에 이르기까지 많은 이들이 우수한 정치 체제로 찬사받았다. '공화정'은 res publica의 번역어인데, 이 말은 원래 "공공의 것" 혹은 "공동의 부"를 의미하며 즉 사적 문제나 사유 재산과 반대되는 뜻으로 공적 문제와 공동의 재산을 가리켰다. 이 말이 로마의 통치 형태를 일컫게 되어 역사적으로 기원전 5,4세기에 발전한 로마의 공화정을 뜻하게 되었다.
로마 공화국은 과두정의 성격을 띄었다. 로마의 정치는 민주주의와는 거리가 멀었고, 귀족들이 통치행위를 균등하게 분담하되, 다만 귀족 계층이 권력을 전횡하지 못하게 억제하는 법과 제도를 두는 형태였다.

### 공화정의 정치 기구

#### 원로원

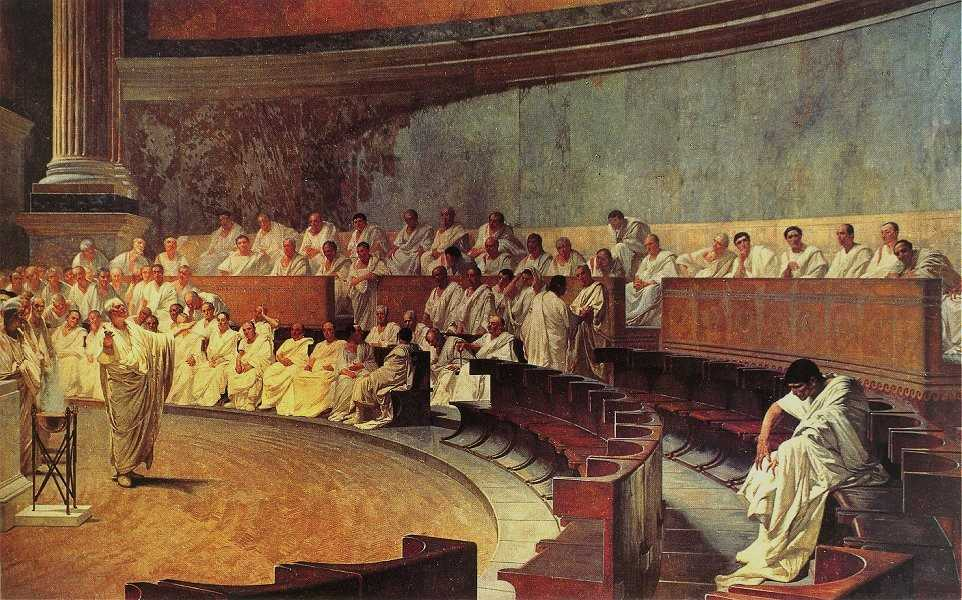
로마 원로원을 재현한 19세기 프레스코화. 여기서는 공화정 말기의 키케로와 카틸리나를 묘사하고 있다.

왕정 시대와 마찬가지로 공화정 초기에도 원로원(senatus)은 순수한 자문 기구에 지나지 않았다. 그러나 고위 정무관 역임자들이며 종신직인 원로원 집단은 집단적 권위(auctoritas)를 지녔으며, 재정 통제권을 쥐고 있었다. 원로원은 정무관들이 민회에 상정하는 모든 법안에 대해 공식적으로 충고할 수 있었으며, 정무관의 자문에 대해 원로원 결의(senatus consultum)를 내렸다. 정체가 발달하고 집정관을 비롯한 정무관들이 법률로 규정되지는 않으나 실질적으로 중대한 대내외 정책에 대해 원로원에 자문하지 않을 수 없게 되어 그 영향력은 점차 커졌다.

#### 민회
로마의 시민들은 정무관 선출, 법률 제정, 재판, 전쟁, 외교 등 주요 국사를 직접 결정하기 위해 민회에서 투표를 하였다. 로마의 민회에는 원래 세 가지가 있었다. 씨족과 부족의 중간 단위인 쿠리아(curia) 30개로 구성된 쿠리아회(comitia curiata), 최소의 군대 단위인 켄투리아(centuria, 백인대) 193개로 이루어진 켄투리아회(comitia centuriata), 부족 지역구(tribus, 트리부스) 35개로 구성된 '트리부스 인민회'(comitia tributa populi)가 그것이다. 그러나 신분 투쟁의 결과로 기원전 471년에 평민들만 참여할 수 있는 트리부스 평민회(concilium plebis tributum)가 생겨 하나가 더 늘었다.

#### 정무관
정무관(Roman magistrate, Magistratus)은 일정 수준의 주요 권한(maior potestas)를 보유하였다. 이들은 자신과 동급이거나 낮은 서열의 정무관이 내린 결정에 대해 거부권을 행사할 수 있었다. 그러나 호민관과 평민 조영관은 예외로 독립적인 관직이었다.

##### 정무관의 권한과 견제 수단
공화정기 각 정무관은 법에 따라 권한을 가지고 있었다. 이들에게 권력을 부여한 주체는 오직 로마의 인민(플레브스와 파트리키)이었다. 최고의 권력을 명령권(imperium)이라고 칭하였는데, 이는 집정관과 법무관이 보유하였다. 명령권은 군사 지휘권이었다. 또 모든 정무관은 강제 권한이 있었다. 이를 통해 정무관들은 사회 질서를 유지하였다. 또 로마의 시민들은 강제 조치에 대해 절대적인 보호권(provacativo)가 있었다. 정무관은 권력을 보유하면서도 한편 신의 전조(징조, omen)을 살필 의무가 있었다. 이는 종종 정적에게 악용되는 경우도 있었다.
정무관에 대한 견제 수단으로는 상호성(collegiality, 共治)이 있었다. 즉 독재를 막기 위해 각 정무관직은 최소 두 명 이상이 맡았던 것이다. 다른 견제 수단은 보호권(provocativo)인데, 이는 적법절차의 초기 형태로 오늘날 인신보호영장의 선구라 할 수 있다. 어떤 정무관이 국가 권력으로 시민을 억압하려 한다면, 그 시민은 호민관에게 청원할 수 있었다. 더불어 정무관이 자신의 1년 임기를 마치면, 향후 10년 동안 해당 공직에 오르지 못하게 금지하였다. 이 제도는 집정관이나 법무관의 경우 문제가 되기도 하였기 때문에, 자신의 명령권을 연장하는 경우도 있었다. 이 경우 해당 정무관은 임기가 끝나 공식적인 직위가 없어도, 사실상 정무관의 권한을 계속 보유하게 된다.(대행 정무관, promagistratus)

##### 정무관의 유형
- 집정관(consul)은 로마 공화정의 최고위 정무관이다.[8][13] 집정관은 민정과 군사 두 분야에서 모두 최고의 권한을 보유했다. 로마 시 안에서 집정관은 로마 정부의 수반이다.[8] 집정관은 원로원과 협의하며, 민회를 주재했다. 국외로 나가면 각 정무관은 군대를 지휘했다.[8][14] 국외에서 집정관의 권한은 거의 절대적이다.[8]

- 법무관(praetor)은 민법을 집행하였으며[15], 속주 군대를 지휘하였다. 또한 법무관을 거쳐야 집정관이 될 수 있었다.

- 감찰관(censor)은 징병을 위한 인구조사(census)와 재산조사가 주업무이며, 이외에도 불미한 자를 원로원이나 정무관에서 쫓아내고 시민의 도덕과 풍기를 단속하는 등의 업무를 수행했다.[16]

- 조영관(aedile)은 공공 오락이나 경기 및 축제 등 로마 도시의 내부 행정을 집행하는 관리이다.

- 재무관(quaestor)은 보통 로마 시에서는 집정관을, 속주에서는 총독을 보좌하였다. 이들의 직무는 주로 재정 업무이다.

- 호민관(tribunus : tribune)은 플레브스의 대표자로서 이를 사회하고 평민의 이익을 옹호하며, 정무관이나 원로원의 결정을 거부(veto)할 권한을 가진다. 호민관의 임기는 1년이며, 그 신체와 생명은 불가침이다. 따라서 누구라도 임기 중인 호민관에 해를 끼치거나 방해하면 죽음을 당할 수 있다. 호민관의 모든 권력은 이 불가침성에서 나온 것이다. 그리하여 호민관을 해하거나 거부권을 무시하고 방해하는 행위는 중대한 범죄로 여겨졌다.[17]

- 독재관(dictator)은 국가비상시 선출되었으며 임기는 6개월이다.[18] 이때 독재관에게 공화정의 전권이 위임된다.[19] 그러나 독재관의 임기가 끝나면 원래의 평시 공화정 체제로 되돌아 간다.

- 신관(pontifex)은 정무관은 아니지만 로마 정치와 긴밀한 관계를 가지고 있었다. 신관은 민회의 개최일을 지정하거나, 신의를 점쳐 민회의 진행을 결정하였다. 이는 로마의 정치와 종교가 밀접하게 관련되어 있었음을 의미한다. 카이사르 또한 대신관(pontifex maximus)으로서 율리우스력(Julian Calendar)을 만들었다.

### 공화정의 성격
기원전 2세기 로마에 볼모로 잡혀왔던 그리스 출신의 역사가 폴리비오스는 로마의 집정관, 원로원, 민회의 기능에 주목하여 로마 공화정을 혼합정체(mikte)로 규정하고, 이 세 요소의 상호 견제와 균형을 통해 로마가 짧은 시간에 부국강병을 이루어 지중해 세계를 제패하였다고 격찬한 바 있다.
그러나 로마 공화정은 본질적으로 강력한 과두정(oligarchy) 지배 체제였다. 원로원의 경우 엄격한 서열 원칙이 있어 토론시 원로원 제1인자(princeps senatus)가 먼저 정견을 밝힌 후에 감찰관, 집정관, 법무관 순으로 자신의 견해를 발표하도록 되어있었다. 때문에 뒤로 갈수록 말할 수 있는 주제가 줄어들어, 서열이 낮은 의원은 투표권 외에는 자신의 의사를 밝힐 수 없었다. 이런 체제에서는 먼저 발언한 서열높은 발언자의 노선에 따라 결론이 내려질 게 분명하였다. 또 서열이 낮은 의원들은 대개 전임 집정관의 후원을 받아 정무관에 올랐기에 이들에 동조해야 했을 가능성이 짙다.
마찬가지로 정무관들도 임기가 짧은데다, 전임 정무관으로 구성된 원로원의 집단적 지혜와 의사 결정에 의존하였으며, 자신들도 원로원 의원이 되거나 의원 서열이 높아지길 기대했기 때문에 사실상 원로원에서 독립하지 못하였다. 따라서 정무관도 과두정을 형성하는 원로원 내의 실세 집정관 출신들의 뜻에 따를 수밖에 없었던 것이다.
공화정 초기의 귀족과 평민간의 신분 투쟁의 결과 평민은 상당한 권익을 확보하였으나 역시 한계가 있었다. 평민의 보호자인 호민관의 경우, 세월이 흐르면서 정치 경력이 없는 많은 젊은이들이 새 호민관이 되자 이들은 대개 원로원을 장악한 집정관 귀족들과 손잡기를 바랐고, 결국 실세 귀족들의 이익을 대변하게 된다.
또한 민회도 원로원의 귀족에 의해 좌우되었다. 쿠리아 민회는 왕정 시대 이후 형식적인 기구로 전락하였다. 켄투리아 민회는 다른 민회와 마찬가지로 1인1표제가 아닌 단위 투표제를 시행하였으며, 과반수에 이를 때까지 상류층 켄투리아부터 투표를 하였으므로, 주로 이들이 투표 진로를 결정하다시피 하였다. 기원전 218년 이래 주요 입법기관으로 기능했던 트리부스 민회의 경우, 농촌 지역 트리부스에 거주하는 소토지 소유자들은 사실상 민회에 참석하기가 어려웠고, 평민회는 유력자들과 그들이 동원한 피호인(cliens)들에 따라 좌우될 수 있었다.
사실 신분 투쟁 과정에서 귀족은 유력한 평민을 끌어들여 권력을 공유하였으며, 기원전 4세기 후반 이래 혈통귀족과 유력 평민 출신으로 구성된 신귀족(nobilitas)가 형성되었다. 로마의 지배층이 이처럼 신인(新人, novus homo)들을 계속 흡수하면서, 이후 수 세기 동안 로마의 정치ㆍ사회적 안정에 기여한 측면이 있다.

## 역사

### 초기

#### 신분 투쟁
우선 왕정의 몰락으로 소수 혈통 귀족에게 권력이 넘어갔다. 왕을 대체한 공화정 초기의 권력 형태나 칭호는 확실히 알 수 없지만, 기원전 5세기 중엽쯤에는 집정관(consul)이 고위 정무관직이었다. 집정관은 임기는 1년이며 두 사람을 선출하였으며, 권력 남용을 막기 위해 서로에 대해 거부권을 지녔다. 또 원로원은 자문 기구였으며, 민회 켄투리아회는 선거, 입법, 재판 등의 기능을 수행하였다.
로마의 시민으로는 파트리키와 플레브스 두 계급이 있었는데, 공화정 출범 당시 기득권층인 귀족 계급은 폐쇄적인 신분을 이루었으며, 평민 계급은 이에 반발하며 사회 정의를 요구하게 된다. 초기엔 모든 공직이 오직 귀족들에게만 열려있었고 또한 귀족과 평민의 결혼이 금지되어 있었으므로 평민들이 귀족으로 신분이 상승하는 것은 불가능하였다. 그러나 로마가 주변국들과의 전쟁은 끊이지 않았고 중무장 보병을 구성하였던 로마 평민들에 대한 의존도가 높았으므로 로마 평민들의 정치적인 발언권은 점점 높아졌다.
로마가 승리를 거듭하면서 귀족과 평민의 알력은 점점 커져갔는데 그 이유는 전리품의 배분에 있어서 귀족들이 평민들보다 더 유리한 입장에 있었기 때문이였다. 또한 평민들은 자영농들이 대부분이였는데 이들이 전쟁을 하는 동안 그들의 농지는 황폐화되었고 이를 다시 개간하기 위해서 평민들은 귀족들에게 돈을 빌려야 했다. 귀족들은 이를 이용해 고리로 돈을 빌려주었으며 이러한 고리와 원금을 갚을 능력이 없는 평민들은 귀족들의 노예가 되는 신세를 피할 수 없었다. 역사서에 따르면 로마 포럼에 어느 노인이 나타났고 그 노인의 초라한 행색에 지나가던 로마 시민들이 왜 그렇게 되었는지 질문하였고 그 노인은 대답하길 전쟁을 수행하며 황폐화 된 경작지를 개간하기 위해 빌린 돈 때문에 노예화되어 수난을 당했다고 설명하였다고 한다. 분노한 로마 시민들은 전쟁을 수행하는 것을 거부하였고 이에 집정관은 조치를 취할 것을 약속한 뒤 군단을 편성한 뒤 적을 무찔렀다. 그러나 다른 동료 집정관은 이 약속을 백지화하였으며 이에 대해 로마 시민들은 분개하여 기원전 471년 아벤티누스 언덕으로 철수 투쟁(secessio)를 벌였다. 그들은 평민 자신들만의 민회인 트리부스 평민회를 조직하고 평민 권익의 옹호자 호민관을 선출하였다. 그 밖에 호민관의 보조자인 평민 출신의 조영관 직책도 생겼다.
그때까지 법은 구전으로 전해져서 귀족의 전유물이었는데, 평민이 법의 성문화를 요구하여 기원전 451년에 10인 입법 위원회가 구성되어 로마법의 모체가 된 12표법을 제정했다. 12표법은 형식적으로나마 법의 평등성을 보장하게 되었다.
이외 비슷한 시기에 귀족과 평민 모든 시민이 각자 등재된 트리부스에 따라 투표하는 민회인 트리부스 인민회가 창설되었다. 트리부스 인민회에서 도시 트리부스보다 농촌 트리부스가 더 많아 지주가 더 유리했으나, 과거처럼 귀족들이 혈연적 유대를 통해 민회를 지배하지 못하게 되었다.
기원전 445년경 로마는 대외적으로 심각한 군사 위기에 직면하여, 군대의 주력을 이루는 평민의 지지가 중요해졌으며, 카눌레이우스 법이 통과되어 귀족과 평민이 통혼할 수 있게 되었다. 이로써 유력한 평민은 혈통 귀족과 융합되어 로마의 지배 계층에 진출할 수 있는 길이 열렸다.
이후 평민이 최고 정무관직 진출도 요구했는데 타협의 결과로 기원전 445년에서 367년 사이에 집정관 대신 집정관에 준하는 콘슐러 트리뷴(consular tribune) 직책을 두어 평민도 최고 직위에 오를 기회를 주었다. 이 타협안으로서 귀족들의 집정관직 장악을 여전히 보장하는 동시에, 평민들에게 정부의 한 자리를 내주어 군사적 통일을 확보할 수 있었다. 또 그 직후 집정관 대신 인구 조사(census) 등의 업무를 맡는 감찰관직이 설치되었다.
기원전 4세기 초 지난했던 베이(veii) 침공 전쟁과 켈트인(갈리아인)의 로마 점령으로 평민의 권익 신장 추세는 주춤했다. 그러나 이후 귀족과 평민간의 오랜 정치적 투쟁 끝에 귀족들이 평민 지도자들과 타협하여 기원전 376년에 리키니우스 섹스티우스 법(leges Liviniae Sextiae)를 통과시켜 콘슐러 트리뷴 대신 다시 집정관을 선출하며, 두 집정관 중 한 명은 평민 출신에 할당하도록 했다. 또 이탈리아 정복 과정에서 늘어난 공유지를 귀족들이 점유하는데 제약을 두었다.
혈통 귀족들은 자신들의 모든 국정 통제권을 쉽사리 포기하지는 않았다. 원래 집정관이 담당하던 재판기능을 담당할 귀족 출신의 법무관직이 설치되었다. 또 이 시기에 도시 로마의 팽창하는 행정 업무를 분담하기 위해 귀족 조영관직도 창설되었다. 그리하여 고대 로마의 정무관직 승진 경로(쿠르수스 호노룸)이 마련되었다.
리키니우스 섹스티우스 법을 통해 상당한 권익을 확보한 유력한 평민들은 그 후 수십 년 동안 귀족들이 독점하던 다른 정무관직에도 진출하게 되었다. 기원전 356년에는 최초의 평민 출신 독재관이 나왔으며, 기원전 351년에는 감찰관직, 기원전 337년에는 법무관직, 기원전 300년에는 신관직도 평민에게 개방되었다. 고위 정무관직을 역임한 평민들이 원로원에 진출하면서, 원로원은 더 이상 혈통 귀족의 배타적인 아성이 아니었다. 그 후 기원전 326년에 포이텔리우스법(lex Poetelia Papiria)으로 부채노예제가 폐지되어 빈곤한 평민층이 유력자에 대해 독립을 지킬 수 있게 되었다.
기원전 287년의 호르텐시우스 법(lex Hortensia)은 트리부스 평민회의 결의가 원로원의 재가 없이 전체 시민에 대해 법적 구속력을 가지도록 규정하여 공화정기 신분 투쟁의 종지부를 찍는다.

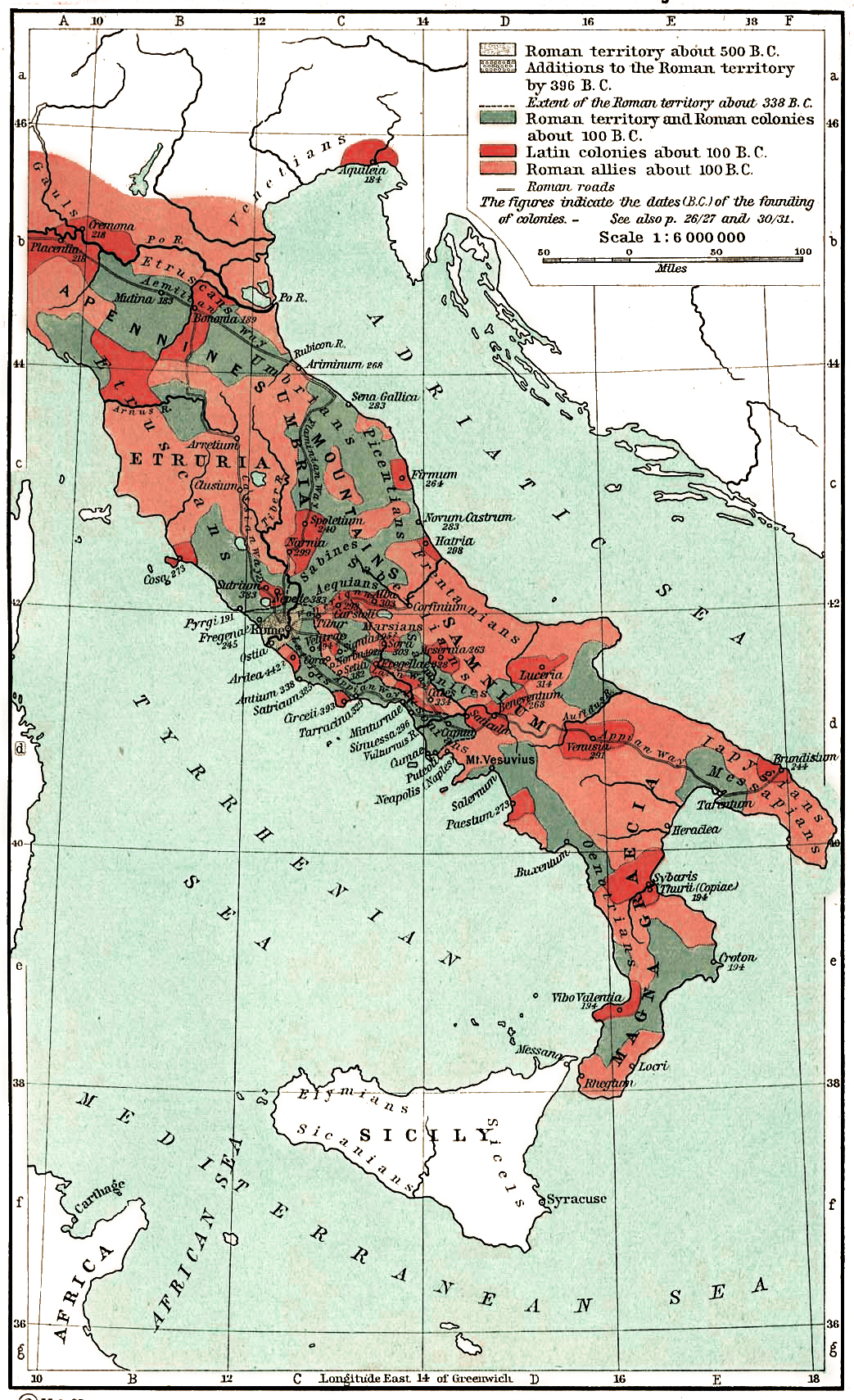
로마의 이탈리아 통일.

#### 이탈리아 정복
로마는 내부적으로 신분 투쟁을 통해 공화정 체제를 형성하면서, 한편 대외적으로는 계속된 군사 정복을 통해 이탈리아반도를 지배하게 되었다. 마지막 임금 타르퀴니우스 수페르부스가 축출된 뒤 일시적으로 라티움 지역에서 로마의 군사적 지위가 약화된 것이 확실하다.
기원전 493년에 로마는 라티움 지역 도시들의 연맹체인 라티움 동맹과 카시우스 조약을 체결하여 동맹을 맺는다. 카시우스 조약은 로마와 라티움 동맹간의 군사 협조를 명문화한 것이였는데, 이를 근거로 로마는 수많은 도시들의 연맹체인 라티움 동맹과 동등한 대우를 받을 정도로 강한 정치적 입지를 갖고 있음을 알 수 있다. 한편 기원전 5세기 말이면 왕정기 로마와 라티움 지역에 강력한 영향력을 행사하던 에트루리아가 약화되며, 로마는 그 힘의 공백을 메우게 된다.
기원전 5세기 로마와 라티움 동맹국은 인접 산지 민족들 특히 아이퀴(Aequi)와 볼스키(Volsci)의 침입을 막아냈다. 그 후 로마는 티베리스강 북쪽의 에트루리아의 강력한 도시 베이를 오랜 전쟁 끝에 승리하고 영토를 병합했다.
그러나 기원전 387년 로마는 북쪽에서 내려온 켈트족의 침략으로 카피톨리누스 언덕을 제외한 로마 시를 7개월간 점령당해 도시는 크게 파괴되었고, 대외 위신도 실추된다. 그 후 40여 년간 로마는 북부 이탈리아에서 이전의 영향력을 되찾기 위해 노력했으며, 기원전 349년에 다시 쳐들어온 켈트인을 무찔렀다.

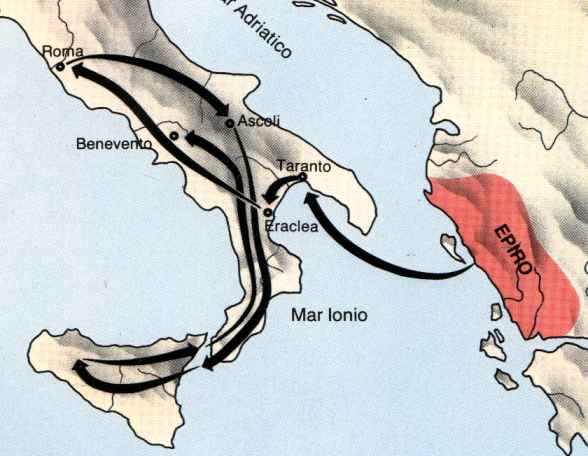
피로스 왕의 진로.

로마는 기원전 343년부터 약 기원전 290년까지 삼니움과 세 차례의 전쟁을 치러 모두 승리했다. 삼니움족과의 전쟁이 일어난 계기는 삼니움족이 라티움 남쪽에 위치한 캄파니야 주에 쳐들어 왔고 라티움 주의 가장 강력한 세력이였던 로마가 이에 개입하게 되었기 때문이였다. 비교적 손쉽게 끝난 1차 삼니움 전쟁 (기원전 343년 ~ 기원전 341년)에 비해 2차 삼니움 전쟁 (기원전 326~304) 22년에 걸쳐 지속되었는데 그 이유는 삼니움족의 근거지인 아페나인산맥이 방어에 유리하였기 때문이였다. 로마인들은 카우디네 협곡에서 두명의 집정관과 그의 병력들이 모두 생포되는 참패를 하였고 이 때문에 5년 간의 소강 상태를 갖는다.
그 뒤 그 패배에서 회복한 로마인들은 반격을 시도하여 삼니움족에게 승리를 거듭하고 삼니움족은 에트루리아 도시들과 동맹을 맺어 대항하였으나 로마인들은 이들을 모두 무찌르고 2차 삼니움 전쟁을 승리로 마무리 짓는다.
3차 삼니움 전쟁은 삼니움족, 에트루리아인, 그리고 켈트족이 연합하여 로마와 전쟁을 벌인 것이였다. 로마인들은 남부에 위치한 삼니움족을 격파하여 그들의 힘을 북쪽에 집중할 수 있었다. 그러나 로마인들에 대항한 이들 세 연맹체는 거대한 군대를 조직하여 로마군과 센티눔에서 맞서게 된다. 초기에 로마군은 이들 연합군의 맹공에 고전하였으나 집정관인 푸빌리우스 데키우스 무스가 적진에 돌진하여 사망하였고 이는 로마군의 사기를 고양시켜 이들은 불리한 전황을 뒤집고 결국 승리하게 된다. 기원전 295년에 벌어진 센티눔 전투는 양측이 통합 10만의 병력을 동원한 대규모 회전이였고 로마가 이 회전에서 승리함으로써 로마가 삼니움 전쟁에서 승리하는 것은 기정사실화 되었다. 그럼에도 불구하고 기원전 291년까지 삼니움족은 지속적인 저항을 하였으나 결국 패배하고 다음해인 290년에 로마에 굴복하는 조약을 체결하여 결국 로마는 이탈리아 중부를 제패하게 된다.
그 사이에 기원전 340년 로마의 동맹 주도에 불만을 품은 라티움 동맹국이 로마에 대항하여 라티움 전쟁이 일어났으나, 전쟁은 로마의 승리로 끝났으며 라티움 동맹도 해체되었다. 로마는 동맹을 해체하는 대신 라티움 도시들을 자치 도시로 삼아 일정 수준의 자치권을 주는 동시에 로마에 정치적으로 흡수했다.
로마가 중부 이탈리아반도를 평정하고 마그나 그라이키아(이탈리아 남부)에도 영향력을 행사하자 이를 우려한 이 지역의 가장 강력한 그리스 도시 타렌툼은 에페이로스의 피로스에게 원조를 요청했다.(피로스 전쟁) 피로스는 이 전쟁에 적극적이였는데 그 이유는 그는 로마를 물리치고 이탈리아 남부를 그의 영향하에 넣을 생각이였기 때문이였다. 일설에 따르면 피로스는 로마를 제압하여 이탈리아를 그의 패권하에 넣고 그 뒤 시칠리아를 손에 넣은 뒤 카르타고를 굴복시킨 뒤 이를 토대로 그리스, 이집트, 시리아의 국가들의 맹주 역할을 하겠다고 호언하였다고 한다. 그러나 이러한 피로스의 야심에도 불구하고 로마인들은 그들의 군사적인 강력함을 보여주었다. 기원전 280년에 이탈리아에 상륙한 피로스는 로마군에 상당한 승리를 거두지만, 그의 승리에도 불구하고 피로스의 전사자는 로마군 전사자의 7할에 육박하는 피해를 입는다. 이때 피로스에 대항하여 카르타고와 동맹을 맺은 상태였고 카르타고는 시칠리아의 그리스계 도시 국가들과 전쟁 상태였으며 이들 시칠리아 도시들은 남부 이탈리아의 그리스계 도시와 동맹관계였다. 남부 이탈리아와 마찬가지로 시칠리아의 도시국가들 역시 피로스에게 군사적 지원을 요청한 상태였다. 앞서 호언한 대로 시칠리아에 대해서도 욕심이 있었던 피로스는 강한 로마인들의 저항으로 인해 이탈리아내에서의 전쟁이 여의치 않다고 판단하여 시칠리아로 떠난다.
시칠리아에서 피로스는 승리를 거듭하나 카르타고는 막강한 해군력을 바탕으로 꾸준한 보급을 통해 친카르타고 도시들은 성공적으로 저항하였으며 따라서 피로스는 해군을 편성하기로 결정한다. 1차 포에니 전쟁에서 여실히 증명했듯, 강한 해군력 없이는 시칠리아 섬을 제압하는 것은 불가능했던 것이였다. 그러나 피로스가 해군 편성을 하기 위해 시칠리아의 그리스계 도시들에게 요구한 군자금은 그 도시들에게 있어 큰 부담이였으며 따라서 이들은 피로스에 강한 적의감을 보이며 협조를 거부한다. 피로스는 시칠리아에서의 전쟁이 여의치 않게되자 다시 이탈리아로 돌아와 로마와의 전쟁을 준비한다.
하지만 피로스가 이탈리아를 비운 기간 동안 로마인들은 꾸준히 전쟁을 준비하였으며 따라서 전황은 과거보다 피로스에게 더 불리하였다. 피로스는 이에 베네벤툼에 머물던 로마군을 기습하기로 하고 로마인들이 건설한 가도를 타고 북상하나 로마인들이 이를 알아챘으므로 기습은 실패로 돌아간다. 비록 피로스는 이 전투에서 패배를 하진 않았으나 승리를 거둔 것도 아니였는데 그래도 피로스의 전쟁 의지를 꺾기에 충분하였다. 따라서 피로스는 이탈리아에서 철수한다. 로마는 피로스가 없는 남부 이탈리아 도시들을 그들의 패권하에 넣었고 그리하여 로마는 명실상부한 이탈리아의 지배자로 부상했다.

### 중기
기원전 287년 이후 유력한 평민들이 자신들의 목적을 달성하여 사실상 신분 투쟁이 마무리되었고, 귀족과 평민 출신의 원로원 신귀족들이 이후 150여 년간 로마의 정치적 안정을 유지하였다. 이 시기에는 끊임없이 전쟁이 이어졌으며, 로마는 시켈리아, 사르디니아, 코르시카, 히스파니아, 마케도니아, 그리스, 북아프리카, 소아시아 등 광활한 지역을 정복하게 된다. 이웃 종족을 정복하여 얻은 전리품과 영토는 가난한 평민들의 곤궁을 덜어주는데 이바지했으며, 귀족 지도자들은 정복 사업을 통해 군사적 명예와 정치적인 이득을 얻었다.

#### 지중해 정복

포에니 전쟁.

기원전 264년 시칠리아와 이탈리아반도 사이의 소도시 메시나에서 일어난 용병의 소요가 화근이 되어 제1차 포에니 전쟁이 일어났다. 라틴족으로 구성된 용병 집단은 그리스계 사람들로 구성된 메시나 시민들의 호의를 얻어 그들의 도시 내에 받아들여졌는데 뚜렷한 근거지가 없었던 그들은 이 도시를 그들의 근거지로 삼기로 결정하고 한밤중에 메시나 시민들을 기습한다. 이들은 도시를 점령한 뒤 남자는 학살하고 여자와 전리품을 그들 사이에 균등하게 배분한다. 이런 만행으로 인해 이들 라틴족들은 친그리스계 도시들과 사이가 나빴으며 그 중 시라쿠사가 가장 적대적이였다. 뒤이어 벌어진 시라쿠사와의 전투에서 메시나 시는 패배하였고 따라서 이들은 같은 라틴족인 로마에게 구원을 요청한다. 로마는 처음엔 개입을 거부하였으나 카르타고의 군사적 개입을 염려한 민회의 결정에 따라 개입하기로 결정한다. 카르타고 해군의 견제에도 불구하고 메시나 해협을 건너는데 성공한 로마군은 카르타고와 동맹을 맺은 시라쿠사군을 격파한다.
뒤이어 벌어진 카르타고와 로마군과의 전쟁에서 로마군은 육지에선 승리를 거듭하나 과거 피로스와 마찬가지로 카르타고 해군의 보급으로 인해 공성전에 어려움을 겪는다. 따라서 로마는 거의 최초로 제대로 된 해군을 창설했으며, 시칠리아, 카르타고와 인근 해역을 무대로 해전과 육전을 거듭한다. 로마군은 까마귀라 불리는 일종의 가교 역할을 하는 신식 무기를 바탕으로 해전에서도 승리를 거두는데 훗날 로마군이 해전에 익숙해지자 기동성을 저하하는 까마귀를 떼어낸다. 해륙에서 승리를 거듭한 로마인들은 최초로 아프리카로 상륙하나 집정관인 레굴루스가 전공을 서둘러 병력이 부족한 상태에서 카르타고군과 회전을 치렀고 그 결과 참패한다.
아프리카에서 철수하는 과정에서 로마 해군이 폭풍우를 만나 상당수의 함선이 파괴되고 10만에 가까운 인명피해를 내자 잠시 전쟁은 소강 상태가 된다. 그동안 시칠리아에 상륙한 카르타고의 장군인 하밀카르 바르카는 유리한 지세에 그의 군대를 주둔시킨 뒤 틈틈이 로마 육군의 보급선을 약탈하는 방식으로 상당한 군사적 성과를 거둔다. 유리한 지형에 거점을 두고 있는 하밀카르군을 요격하는 것이 여의치 않은 로마인들은 그 대신 카르타고 해군을 격파하여 하밀카르의 군대를 섬내에 고립시키는 방법을 쓰기로 하고 로마 귀족층의 기부금을 바탕으로 새로운 함대를 편성한다. 이 함선으로 기원전 241년 애가테스 섬에서 해전을 치러 승리하자 하밀카르는 로마인들의 의도대로 고립되게 되고 결국 카르타고는 로마와 평화 조약을 맺고 1차 포에니 전쟁은 로마의 승리로 마무리 된다.이때 최초로 시칠리아 서부 지역이 최초의 속주로 지정되었으며 로마는 광범위한 지중해 세계의 문제에 개입하는 주요 해상 국가로 발돋움했다. 제2차 포에니 전쟁이 일어나기 전까지 로마는 이탈리아 바깥 사방에서 전쟁을 치러, 사르디니아와 코르시카를 속주화하고, 일리리아 전쟁으로 헬레니즘 세계에 일부 진출하였을 뿐만 아니라 북쪽의 켈트족에 속하는 갈리아인을 물리치고 북부 이탈리아의 영토를 넓혔다.
카르타고의 장군인 하밀카르는 카르타고를 떠나 스페인을 식민지화하였고 상당한 속도로 그들의 영역을 넓힌다. 하밀카르가 죽은 뒤 그의 동생인 하스두르발이 스페인을 지배하게 되었는데 그는 로마와 에브로 강을 경계로 영역을 넓히지 않기로 조약을 맺는다. 이미 하스두르발은 에브로 강 이북에 어느 정도의 영토를 가지고 있었는데 이 조약으로 인해 그는 이 영역을 포기해야 했다. 하스두르발이 죽은 뒤 새로 스페인의 지도자가 된 한니발은 에브로 강 남쪽에 있었던 로마의 동맹시인 사군툼을 공격하였고 이에 로마인들은 카르타고에 선전 포고를 한다. 한니발은 이에 기원전 218년 카르타고의 한니발은 정예 부대를 이끌고 알프스산맥을 넘어 이탈리아를 침공했다.
천재적인 명장 한니발은 뛰어난 전략과 전술을 바탕으로 기원전 218년에 티키누스와 트레비아, 그리고 기원전 217년 트라시메누스에서 로마군을 연파하였고, 기원전 216년 칸나이 전투에서 5만명의 병력으로 로마군 8만명을 격파하여 북부와 남부 이탈리아를 점령한다. 그러나 로마는 독재관이었던 파비우스 막시무스가 독재관 시절에 썼던 지구전법을 써서 한니발을 저지하였다. 이 전법의 근거는 한니발이 지휘하는 군대는 강력했으나 그가 지휘하지 않은 군대는 그렇지 않았기 때문에 이것을 이용한 것이었다. 이탈리아반도 내에서 한니발이 지휘하는 군대는 한번도 패배하지 않았으나 로마인들은 한니발이 부재중인 지역을 적극적으로 공략하였고 때문에 한니발에게 붙었던 캄파니야 주의 중심 도시인 카푸아와 남부 이탈리아의 중심 도시인 타렌툼을 점령한다.
한니발이 떠난 스페인 지역은 그의 동생인 하스두르발이 통치하였는데 이 지역도 로마의 공격을 받게 된다. 초기엔 북이탈리아에서 한니발과 맞선 경험이 있었던 푸빌리우스 스키피오와 그의 동생인 그나이우스 스키피오가 하스두르발과 싸웠고 그들은 상당한 군사적인 성과를 거두어 하스두르발이 한니발에게 보급하지 못하게 견제하는데 성공한다. 그러나 카르타고 본국으로부터 적극적인 지원을 받은 하스두르발은
베티스 고지의 전투에서 이 두 전직 집정관을 전사시키고 로마군을 격파한다. 그러나 뒤이어 파견된 로마군의 명장 스키피오 아프리카누스는 천재적인 전술과 뛰어난 용병술로 하스두르발을 연파한다. 일립파 전투에서 스키피오에게 결정적인 패배를 당한 하스두르발은 그의 잔여 병력을 모두 모아 이탈리아에 있는 형과 합류하기 위해 알프스를 넘어 북이탈리아로 진입한다. 그러나 두 형제가 합류하는 것을 상당히 경계한 로마인들은 북이탈리아에서 하스두르발을 신속하게 요격하였으며 이 전투에서 패배한 하스두르발과 그의 병력은 모두 죽거나 포로로 잡힌다. 전황이 불리해지자 한니발 편에 섰던 이탈리아의 도시들은 한니발에게 더이상의 협조를 안 해주었고 그 결과 한니발은 이탈리아반도의 장화 발부리 구석으로 몰리게 된다.
전세가 호전되자 스키피오는 아프리카 원정을 주장하였고 이를 반대한 원로원은 그에게 원정은 그의 재량에 맡기되 국가적인 원정 군단 편성은 거부한다. 스키피오는 자발적으로 모여든 병사와 스페인에서 그와 싸워온 고참병들로 군단을 편성하여 아프리카로 건너가 승전을 거듭한다. 형세가 악화되자 카르타고는 스키피오와 강화를 맺었는데 이 강화는 상당히 온건한 내용이였다. 그럼에도 불구하고 전쟁을 지속하고 싶어했던 카르타고 내의 강경파들은 이탈리아에 있는 한니발을 불러들였고 이 강화를 백지화 한다. 뒤이어 벌어진 기원전 202년 자마 전투에서 스키피오는 한니발을 격파한 뒤 카르타고에서 상당히 엄격한 강화 내용을 강요하였으며 이것은 훗날 3차 포에니 전쟁의 불씨가 된다.
훗날 누미디아의 침략을 받은 카르타고는 군대를 편성하여 이들과 싸웠는데 이는 로마의 허락 없이 싸울 수 없다는 강화 조약을 위반한 것이였다. 이를 빌미로 로마인들은 카르타고에게 그들의 도시를 파괴한 뒤 내륙으로 이동하라는 명령을 하였고 이에 반발하는 카르타고인들을 공격한다. 이는 제3차 포에니 전쟁이라 불리었고 이 전쟁의 결과 카르타고는 기원전 146년에 멸망하였다.

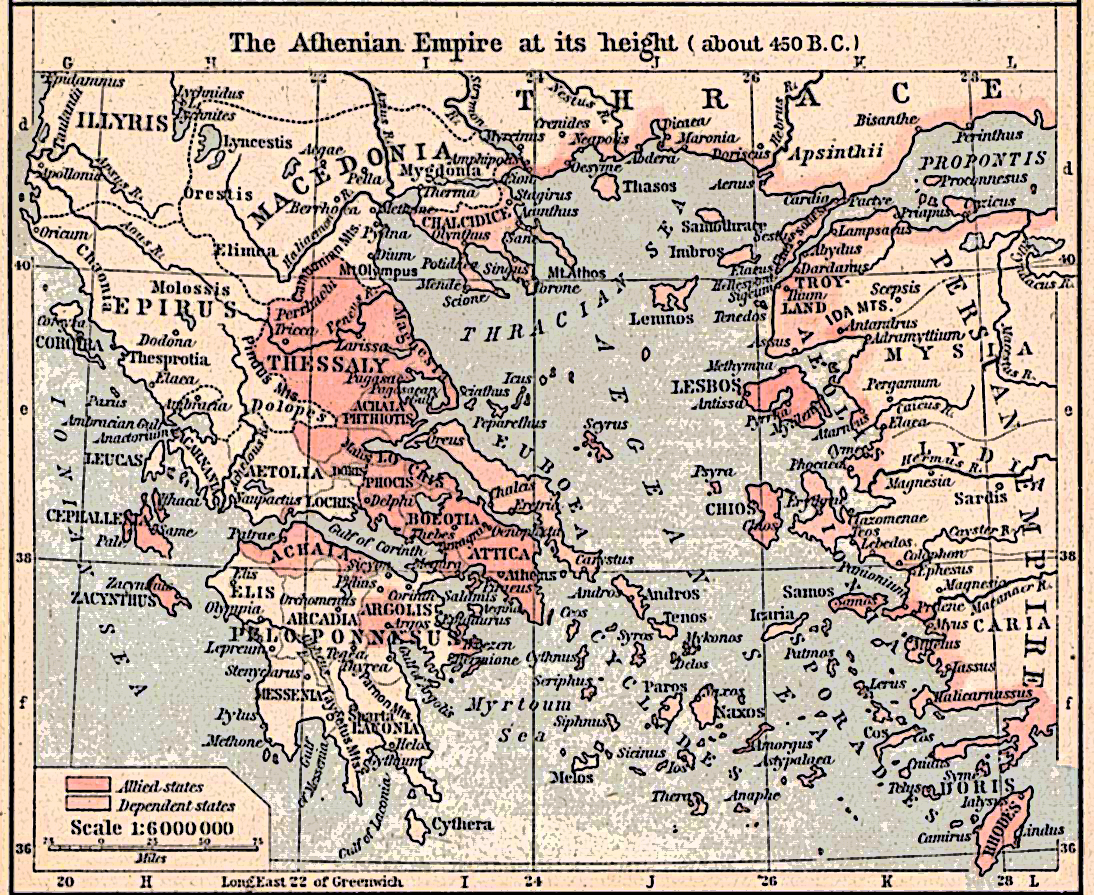
발칸반도 남부와 소아시아 서부 지도.

당시 헬레니즘 세계는 알렉산드로스 대왕의 뒤를 이은 세 강국 마케도니아, 셀레우코스 왕국, 이집트와 더불어 그 사이 그리스의 아카이아 연맹과 아이톨리아 연맹, 로도스와 비잔티온, 페르가몬 등 여러 세력이 균형을 이루고 있었으나, 제2차 포에니 전쟁이 끝난 기원전 2세기 초 마케도니아와 시리아가 각각 세력을 키우면서 힘의 균형이 깨지게 되었다. 마케도니아 왕 필리포스 5세와 로도스, 페르가몬 사이의 갈등에 로마가 개입하면서 제2차 마케도니아 전쟁이 일어났다. 기원전 197년 퀴노스케팔라이 전투에서 티투스 큉크티우스 플라미니누스가 이끄는 로마군은 마케도니아의 육중한 중장보병 밀집대를 격파하여 로마 군단의 전략적 융통성이 가진 효과를 입증했다. 비슷한 시기에 셀레우코스 왕조의 안티오코스 3세가 그리스에 진입하여 시리아 전쟁이 일어났다. 이 전쟁으로 로마는 최초로 소아시아에 발을 디뎠다.
한편 제2차 포에니 전쟁 이후 로마는 히스파니아(에스파냐)를 정복했는데, 로마는 이곳에 산재하는 여러 부족의 끈질긴 저항을 받았으며, 카르타고가 멸망할 당시 루시타니아(오늘날의 포르투갈 등지) 사람 비리아투스가 게릴라 저항으로 8년 동안 로마를 괴롭혔다. 기원전 133년 로마는 켈티베리아의 성채 누만티아를 함락하고 소아시아의 페르가몬 왕국을 유증받아 지중해 세계 상당 부분을 70여 년 만에 재패했다.

#### 정복의 영향
로마의 세계 정복과 확장은 로마의 경제, 사회, 정치에 혁명적인 파급 효과를 끼쳤으며, 이후 공화정 자체가 몰락하는 원인이 되었다.
제2차 포에니 전쟁으로 이탈리아는 14년 동안 전란으로 황폐화되고 전염병이 창궐하여 인구가 격감하였다. 해외 주둔군으로 차출된 장정들은 고향에 다시 정착하기보다는, 로마로 흘러들었고 일부는 재입대하거나 돈벌이를 위해 속주로 가면서 농민의 수는 심각하게 줄었다. 로마의 해외 팽창으로 풍부한 자본과 토지, 노예 노동력이 유입되고 해외 시장이 확대되면서 로마와 이탈리아의 귀족의 사유지에서 라티푼디움(대농장, latifundium)이라는 대규모 자본 집약적 영농이 발달하게 되었다. 한편 도시의 경제 활동이 왕성해지고 농장에서 직업을 잃은 실업자들이 모여 인구가 도시로 급속히 유입되었지만 일자리는 충분하지 않았고, 거주 환경은 열악했으며 범죄율은 높아 도시 빈민들의 불만이 쌓여갔고, 공공 질서와 정치 안정에 위협이 되었다. 한편 기사 계급은 정복 덕분에 호경기를 맞아 경제인 집단으로 성장하여 그 권익을 발전하게 되고, 때로는 원로원과 마찰을 일으키게 된다.
처음 두 포에니 전쟁이 일어나는 국가 위기 상황에서 원로원은 지도력을 발휘하고 국익을 신장하여 절대적인 신망을 얻었다. 그러나 전쟁과 팽창으로 불거진 문제를 앞두고 원로원 귀족들은 국익을 위해 노력하기 보다는 거의 배타적인 계급으로 자신들의 권력과 위신을 지키는데 급급했고 서로간의 편협한 정쟁을 일삼는 일이 많았다. 또 스키피오 아프리카누스나 큉크티우스 플라미니누스처럼 전쟁 영웅이 정계에서 부상하여 개인에 막강한 권력과 독립성이 부여되어 로마의 공화정 전통을 위협했다.

### 말기

#### 그라쿠스 형제
기원전 133년 젊은 호민관 티베리우스 그라쿠스는 농지법(lex agraria)을 제안하여 유력자들이 과도하게 점유한 공유지를 부분적으로 재분배하고자 했다. 이때 그라쿠스는 관례를 무시하고 평민회에 법안을 제출하기에 앞서 원로원의 자문을 구하지 않았으며, 대신 가난한 시민(주로 농촌 출신 빈민)에게 호소하여 이들의 지지를 등에 엎고 농지법을 강행했다. 또 그는 농지법에 반대하는 동료 호민관 옥타비우스를 면직시키고, 농지 분배 3인 위원회를 구성하였으며, 아탈로스 3세가 유증한 페르가몬 영토에서 생긴 수익 일부를 농지 분배 자급으로 전용하여 원로원의 대외 정책 및 재정에 대한 권한에 타격을 입혔다. 결국 티베리우스 그라쿠스와 지지자는 자신을 반대하는 원로원 세력에 살해당하여 공화정 사상 최초의 정치 폭력이 발생하였다.
기원전 123년 티베리우스 그라쿠스의 동생 가이우스 그라쿠스가 호민관에 선출되어 형의 농지법을 부활시키고 대규모 식민시를 건설하여 이탈리아의 토지 부족 문제를 해결하고자 하였다. 또 도시 빈민을 위한 곡물법(lex frumentaria)을 최초로 제정했다. 또 기사 계급을 끌어들이기 위해 아시아 속주의 조세 징수 업무를 맡기고, 속주 총독의 학정을 재판하는 상설 법정의 배심원에 기사 계급을 참여시켰다. 또 로마 시민권과 라티움 시민권을 확대하려는 법안도 제안했다. 그러나 정적들의 사주를 받은 호민관 드루수스가 시민들을 선동하여 그라쿠스에 대항했으며, 기원전 121년 가이우스 그라쿠스는 호민관 선거에서 떨어지고 추종자와 함께 정적들이 동원한 정치 폭력으로 희생되었다.
그라쿠스 형제를 제거했지만, 원로원 귀족의 지위는 독립적인 성향의 정치가들 때문에 더욱 약화되었으며, 원로원 내부도 원로원의 전통적인 역할을 지지하는 벌족파(optimates)와 민중의 의지를 내세우는 민중파(populares)로 분열되었다.

#### 마리우스와 술라
기사 계급 출신의 장군 가이우스 마리우스는 기원전 107년에 군대 복무를 위한 시민의 재산 자격을 철폐하고 무산자들이 군대에 지원할 수 있도록 했다. 따라서 병사들이 제대하면 토지를 배분하여 생계 수단을 마련해주어야 했다. 마리우스는 원로원의 반대를 무릅쓰고 토지 분배 법안을 통과시켜 퇴역병을 정착시켰다. 마리우스의 병제 개혁으로 병사들은 국가보다는 자신의 군사령관에게 의지하고 충성을 바치게 되었다. 그 이유는 마리우스 때 증명되었듯이 퇴역병이 토지를 지급받기 위해선 원로원의 반대를 무릅써야 했고, 이를 위해서라면 그들의 군사령관의 정치력에 의존해야 하였기 때문이였다. 병사들은 모두 무산자였으므로 토지 배급 문제는 그들의 생존권과 직결된 상황이였다. 그들의 토지 분배의 여부가 자신들의 군사령관의 정치력에 의해 결정되는 상황이였으므로 그들은 자신의 군사령관에 절대적인 충성을 하게 되었다. 이는 로마 군단병이 군사령관에 의해 사병화가 되는 상황을 초래하게 된다.
한편 누미디아와 게르만족과 전쟁을 하면서 함께 싸웠던 이탈리아 동맹국 일부 시민들이 다시 로마 시민권을 요구하게 되었다. 기원전 92년 호민관 마르쿠스 리비우스 드루루스는 이탈리아 동맹국 시민에게도 로마 시민권을 부여하는 법안을 제안하였다. 그러나 그의 정적들과 기존의 시민들은 기득권을 확대하는데 반대했고, 드루수스는 암살당하였다. 그러자 로마 시민권을 기대하던 이탈리아 동맹국은 로마에 대항하여 동맹국 전쟁을 일으켰다. 결국 로마는 모든 동맹국의 자유민에게 로마 시민권을 허용하여 로마 시민권이 이탈리아 전역으로 확대되었다.
이후 마리우스파와 부하 루키우스 코르넬리우스 술라 사이에 전면적인 내란이 일어났다. 마리우스파와 술라가 엎치락뒤치락 권력 투쟁을 벌이다, 기원전 83년 미트리다테스 전쟁에서 승리한 술라는 군대를 이끌로 로마로 진격하여 독재관이 되었다. 술라는 정적들을 무자비하게 숙청하고, 자신의 퇴역 병사들을 이탈리아에 정착시켰다. 술라는 원로원 의원의 수를 600명으로 배가하고, 속주 총독의 군사 행동을 통제하기 위해 원로원의 통제권을 강화하여 공화정 헌정 질서를 복구하고자 했다.

#### 권력의 불안과 내전
그러나 술라가 권좌에서 물러나 기원전 78년에 죽은 뒤 그가 확립한 공화정 체제는 다시 도전을 받았으며, 특히 사회 하층민들도 이에 가담했다. 기원전 81년 세르토리우스가 히스파니아에서 반란을 일으켰다. 기원전 78년에는 집정관 마르쿠스 레피두스는 반란군을 이끌고 로마로 진격하여 원로원에 개혁을 요구하였고, 스파르타쿠스가 노예 반란을 일으켰다. 기원전 63년에 카틸리나의 모반에는 가난한 농민과 퇴역병이 가담했다. 이렇듯 체제에 대한 반란을 진압하는 과정에서 공을 세운 폼페이우스 마그누스와 크라수스는 기원전 70년에 집정관이 되었으며, 술라가 약화시킨 호민관의 권한을 다시 부활했다. 또 기원전 67년의 가비니우스법(lex gabinia)은 로마 대중의 지지를 받아 지중해 해적 소탕을 위해 폼페이우스에게 비상시 명령권(imperium)을 부여했으며, 폼페이우스는 다시 비상시 명령권을 얻어 미트라다테스를 무찌르는 등 동방에서 대승을 거두었다.
그러나 보수적인 원로원은 그의 퇴역병 정착을 위한 농지법과, 그가 정비한 동방 속주 체제를 인정하지 않았다. 결국 기원전 60년에 벌족파 세력에 맞서 폼페이우스와 대중적 정치 지도자인 가이우스 율리우스 카이사르와 크라수스 세 사람이 제1차 삼두 정치를 체결하였다. 원로원은 장군들에 대한 통제권을 잃고 있었으며, 기원전 59년 카이사르는 집정관에 올라 폼페이우스의 법안을 통과했으며 자신은 갈리아 속주의 총독에 임명되어 9년간 갈리아를 정복했다.(갈리아 전쟁) 그동안 도시 로마에서는 도시 빈민들을 바탕으로 정치 폭력과 소란이 심해졌다. 원로원은 질서를 회복하고 카이사르를 견제하기 위해 폼페이우스와 제휴하였다. 그러나 기원전 49년 소환 명령을 받은 카이사르는 군대를 이끌고 루비콘강을 건너 로마를 장악했다. 일련의 개혁을 수행한 카이사르는 기원전 44년 독재를 우려한 몇몇 원로원 의원들에게 암살당했다. 다시 내전이 일어났지만 카이사르의 암살자는 제거되었으며, 옥타비아누스가 결국 권력 투쟁에서 승리하여 로마는 다시 평화와 질서를 찾게 되며, 그는 공화정과는 근본적으로 다른 제정이라는 새로운 체제를 확립한다.

## 사회와 문화
공화정기 로마 사람은 유명한 일곱 언덕이 있는 로마 시를 중심으로 생활을 영위하였다. 도시에는 극장도 몇 곳 있었으며, 체육관(gymnasium), 술집, 목욕탕, 유곽도 있었다. 로마 영토내의 거주 가옥은 시골이나 수도 로마의 수수한 집에서 팔라티누스 언덕의 우아한 궁궐에 이르기까지 다양했다. 인구 대다수가 로마 도심의 아파트에 살았다.
로마의 도시에는 대부분 수도 로마 시와 마찬가지로 포룸과 신전이 있었다. 도심에 물을 공급하기 위해 수도관이 있었으며, 해외에서 포도주와 올리브유가 수입되었다. 지주들은 보통 도시에 살았으며, 멀리 떨어진 자신의 농장에는 마름을 두어 관리하게 했다. 노동 생산성을 올리기 위해 여러 지주들이 많은 수의 노예를 해방시켰다.
기원전 2세기 중반부터 그리스 문화가 점점 부상했는데, 강건한 로마의 정신을 약화시킨다는 비판을 받기도 했다. 아우구스투스 시대에는 그리스인 노예 가정 교사가 로마의 젊은이(때로는 여자 아이도)들을 가르쳤다. 그리스 조각을 헬레니즘식 경관으로 궁정이나 별장의 정원을 꾸몄으며, 로마 요리 상당수도 그리스식이었다.

### 사회
로마 문화교부 철학은 그리스에서 받아온 것이다. 건축과 조각에서 그리스 모델과 로마 회화의 차이는 명확했다. 로마인이 건축사에 기여한 것으로는 아치와 돔이 있다. 로마는 서구 문화에 지대한 영향을 남겼으며, 오랫동안 지속되었다. 베르길리우스와 오비디우스의 작품은 그 좋은 예이다. 로마의 주요 언어였던 라틴어는 종교, 과학, 법에서 계속 쓰였다.
초기 로마 사회의 중심은 가족이었다. 로마의 가족은 혈연 뿐만 아니라 가부장권(patria potestas)에 따른 법적인 관계이기도 했다. 가부장(pater familias)은 가족의 절대적인 우두머리로, 아내, 자녀, 손자와 이들의 아내, 노예, 해방 노예 모두에 대한 지배권을 가졌으며, 이들과 그 재산, 심지어 목숨에 대해서도 마음대로 처분할 수 있었다.
노예는 사회 계급의 일부로, 노예 시장에서 사고 팔 수 있는 존재였다. 주인은 봉사의 대가로 노예를 해방하기도 했으며, 어떤 노예들은 스스로 재산을 모아 돈을 주고 해방되기도 했다. 일반적으로 노예에 해를 입히거나 죽이는 행위는 법으로 금지되었다. 로마 인구의 25% 이상이 노예로 추산된다.

### 의상

로마의 남성들은 토가를 즐겨 입었다.

옷을 통해 사람의 신분을 파악할 수 있었다. 평민이나 노예는 조잡하고 어두운 색 직물로 된 투니카(tunica)를 입었으며, 귀족은 리넨이나 흰 양털로 된 투니카를 입었다. 기사 계급이나 정무관은 작은 자주색 장식이 있는 투니카(angusticlavus)를 입었다. 원로원 의원은 넓고 붉은 줄이 있는 투니카(tunica laticlavia)를 입었다. 군용 투니카는 민간인 옷보다 더 짧았다.
신발도 신분에 따라 달랐다. 귀족은 붉은색 혹은 주황색 샌들을 신었으며, 원로원 의원은 갈색 신발, 집정관은 하얀 구두, 병사는 무거운 장화를 신었다. 남성은 보통 토가를, 여성은 스톨라를 입었다. 여성의 스톨라(stola)는 토가와 차이가 있으며, 보통 밝은 색이었다. 로마인들은 병사들이 북방 국경에서 쓸 수 있도록 양말을 만들었으며, 때론 샌들에 양말을 신기도 했다.

### 음식
로마의 음식은 단순했다. 주식은 밀가루죽, 빵, 샐러드, 치즈, 과일, 땅콩 등으로 간소했으며 대개 오전 11시쯤에 아침을 먹었고, 밤이 되기 전에 저녁을 먹었다. 또 로마인들은 고기를 먹지 않았다. 생선이나 치즈, 우유로 단백질을 채운듯 하다. 그래서 고기를 주식으로 한 북방 민족보다 체격이 작았다는 이야기도 있다.
로마의 시인 호라티우스는 로마인이 좋아한 음식인 올리브를 자신의 식사로 언급하고 있다. "나는 올리브, 상추(endive), 부드러운 맬로(mallow)로 먹고 산다." 가족은 함께 식탁에 모여 식사를 했다. 딱딱한 음식은 손가락으로 집어 먹고, 숟가락은 수프를 먹는데 썼다.
포도주는 일상적인 음료로, 계층을 막론하고 매끼마다 또 때때로 마셨으며, 값도 쌌다. 대 카토는 일꾼들이 마실 포도주를 비축하기 위해 식량을 절반으로 줄이도록 권하기도 했다. 포도와 꿀로 만든 여러 가지 술도 있었다. 빈속에 술을 마시는 일은 촌스러우며, 알코올 중독의 확실한 징후로 여겨졌다. 로마인들은 알코올 중독이 심신을 쇠약케 한다는 것을 알고 있었다. 로마의 정치판에서 알코올 중독은 정적에게 망신을 주는 좋은 비난거리였다. 마르쿠스 안토니우스, 키케로의 아들 마르쿠스는 알코올 중독이었으며, 소 카토도 대주가였다고 한다.

### 교육
로마인들은 그리스 세계를 정복하면서, 그리스의 교육 이론을 받아들였다. 대개 가정이 교육의 중심으로, 아이들은 집에서 로마법과 관습을 배웠고 체육 활동도 하여 장차 어엿한 로마 시민이자 병사가 될 수 있도록 하였다. 규율 준수는 특히나 강조되는 덕목이었다. 어린 여자 아이는 보통 어머니에게서 실 잣기, 뜨개질, 바느질을 배웠다.
공식적인 의미의 학교 교육은 기원전 200년경에 시작되었다. 여섯 살 즈음부터 6,7년간 공부했으며, 아이들은 기초적인 읽기, 쓰기, 셈법을 익혀야 했다. 12살에 이르면 라틴어, 그리스어, 문법, 문학을 배웠으며, 그 뒤 연설을 연습했다. 웅변은 배워서 익혀야 하는 기술로, 좋은 연설가는 존경을 받았다. 훌륭한 연설가가 되는 것은 교육에서 중요한 목표였다. 어떤 경우 노예가 교사로 활동하기도 했다.

### 언어

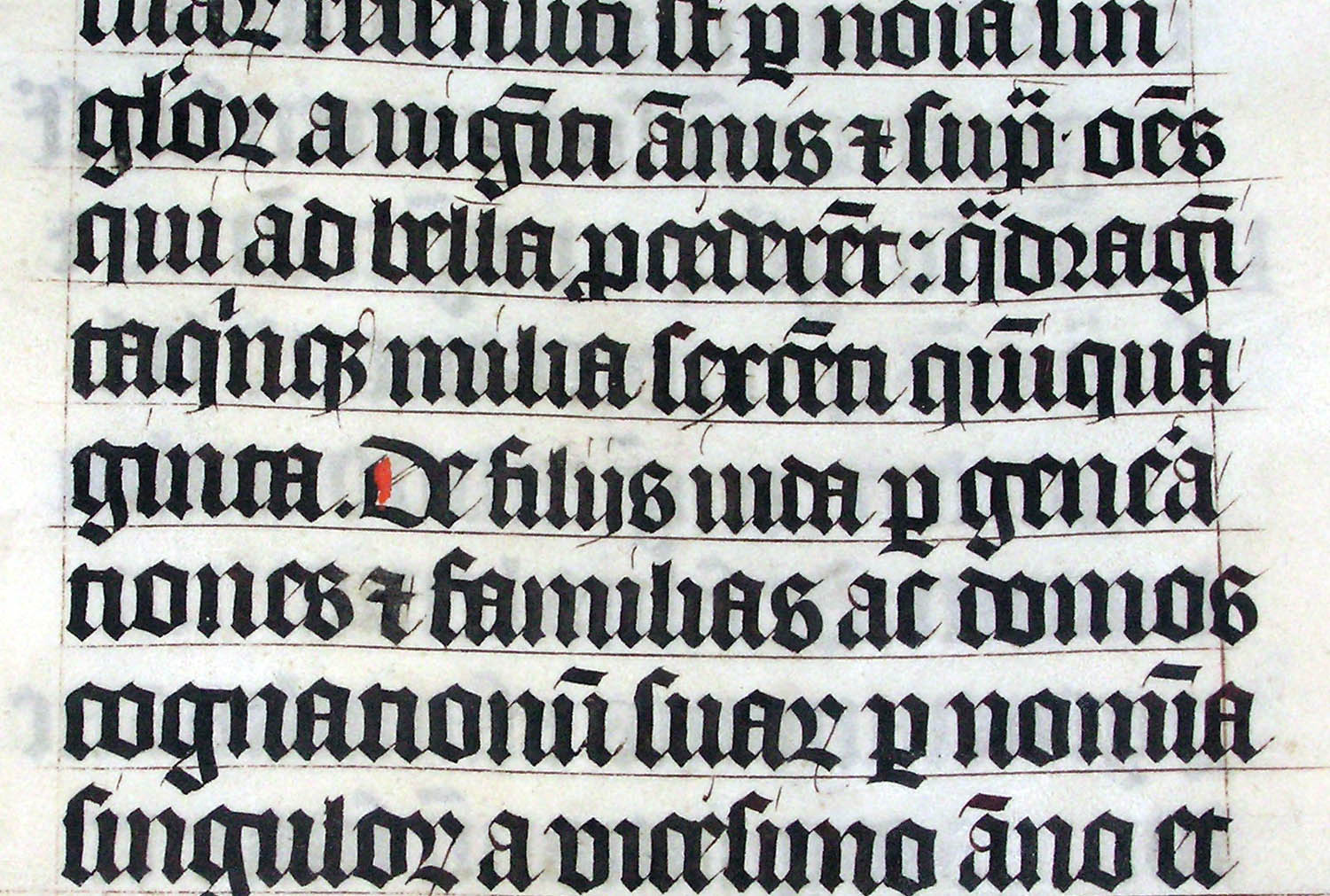
1407년의 라틴어 성서.

로마인의 모국어는 라틴어이다. 현존하는 대부분의 라틴 문학 작품은 기원전 1세기부터 쓰인 매우 정제된 문어인 고전 라틴어로 되어 있으나, 실제 구어는 민중 라틴어로, 문법, 어휘, 나중에는 발음까지 고전 라틴어와 상당한 차이를 보인다. 로마가 유럽 전역으로 진출하면서, 민중 라틴어는 오랜 세월 각지에서 제각각의 방언으로 분화되어 로망스어를 이루게 되며, 이것이 오늘날의 프랑스어, 이탈리아어, 포르투갈어, 에스파냐어, 루마니아어이다.

### 예술

#### 문학
로마의 문학은 초기부터 그리스의 영향을 크게 받았다. 우리가 알고 있는 일부 초기 작품은 초기 로마의 전쟁사를 다룬 서사시이다. 로마가 팽창함에 따라 저자들은 시, 희극, 역사, 비극을 쓰게 되었다. 베르길리우스는 로마 서사시의 절정을 이룬다. 그의 작품 '아이네이스'는 트로이아에서 아이네이아스가 도주하여 이후 로마 건국의 기원을 이루게 되는 이야기를 전하고 있다. 루크레티우스는 '사물의 본성에 관하여'에서 시를 통해 과학을 설명하고자 한다. 로마에서 풍자시는 일반적이었는데, 유베날리스나 페르시우스같은 저자들이 풍자시를 썼다. 키케로의 수사학 작품은 고대의 훌륭한 서간문으로 손꼽히고 있다.

#### 미술
기원전 3세기에 그리스 미술이 로마로 들어와 인기를 얻었다. 그리스 미술가들이 로마의 여러 가정을 장식했다. 이 시기의 사람 흉상 은 젊고 고전적인 비례를 따랐으며, 나중에는 사실주의와 이상주의가 섞이게 된다. 또 대개 로마의 승리를 묘사하는 부조에서도 발전을 보인다.

#### 음악
음악은 일상 생활의 중요한 부분을 차지했다. 이 낱말은 '무사이 여신의 예술'을 뜻하는 고대 그리스어: μουσική  mousike[*]에서 나온 말이다. 밤의 저녁 식사에서 사열이나 군사 작전에 이르기까지 여러 공공 혹은 개인 행사에서 음악이 빠지지 않았다.

### 스포츠와 오락
로마 시에는 마르스 광장(Campus Martius)라는 벌판이 있었는데, 일종의 연병장이었다. 나중에 이곳에 운동장과 경주로가 생긴다. 마르스 광장에서 젊은이들이 모여 뛰기, 레슬링, 권투, 달리기 등으로 놀거나 운동을 했다. 승마, 던지기, 수영도 인기있는 체육이었다. 시골에서는 낚시나 사냥도 즐겼다. 보드 게임으로는 로마식 체스인 Latrunculi, 로마식 체커인 Calculi, 틱택토와 유사한 Terni Lapilli, 그리고 주사위 놀이로는 백개먼(backgammon)의 조상인 12표 놀이(Ludus duodecim scriptorum)와 타불라(Tabula), 그리고 Tesserae 혹은 Tali라는 게임이 있었다. 그밖에도 전차 경주나 악극 공연 등 사람들의 인기를 얻은 오락이 있었다.

### 종교
로마의 신앙은 기원전 800년경 로마 창건으로 거슬러 올라간다. 그러나 공화정기와 제정 초기에 로마에서 널리 숭배되던 신앙은 로마인들이 그리스 문화를 접하여 여러 그리스의 종교를 받아들이면서 시작된 것이다. 개인 신앙도 중요했다. 어떤 점에서 가정은 제각각 하나의 신전이라고 할 수 있었다. 각 가정에는 제단(lararium)이 있었고, 여기서 가족들이 기도를 하고 의식을 치르며, 가정의 신과 교감했다. 로마인이 숭배한 상당수의 신은 원시 인도-유럽 신에서 나온 것이며, 나머지는 그리스 신에 기반한 것이다. 가장 유명한 두 신으로는 유피테르(신들의 왕)와 마르스(군신)이 있다. 로마의 문화적 영향력이 지중해 전역으로 퍼지면서 로마인들은 견유학파나 스토아 학파와 같은 철학 사상과 더불어 외국의 신들도 받아들이게 된다.

## 참고 자료
- 김진경 외 (16). 《서양고대사강의》. 서울: 한울. ISBN 89-460-2372-4 94920 |isbn= 값 확인 필요: length (도움말).
- M.하이켈하임, 프리츠; 세드릭 A. 요, 앨런 M. 워드 (10). 《로마사(A History of the roman people)》. 서울: 현대지성사. ISBN 89-8347-011-9.
- 허승일 외 (25). 《로마공화정》. 서울: 서울대학교출판부. ISBN 89-7096-159-3.
- Abbott, Frank Frost (1901). 《A History and Description of Roman Political Institutions》. Elibron Classics. 0-543-92749-0.
- Byrd, Robert (1995). 《The Senate of the Roman Republic》. U.S. Government Printing Office Senate Document 103-23.
- Cicero, Marcus Tullius (1841). 《The Political Works of Marcus Tullius Cicero: Comprising his Treatise on the Commonwealth; and his Treatise on the Laws》. vol. 1 Translat frome original, wi Dissertations a Notes in Two Volumes By Francis Barham, Esq판. London: Edmund Spettigue.
- Lintott, Andrew (1999). 《The Constitution of the Roman Republic》. Oxford University Press. 0-19-926108-3.
- Palmer, L. R. (1954). 《The Latin Language》. Univ. Oklahoma. 0-8061-2136-X.
- Polybius (1823). 《The General History of Polybius: Translated from the Greek》. Vol 2 Fif판. Oxford: Printed by W. Baxter.